# NGC 6527
NGC 6527 este o galaxie spirală situată în constelația Hercule. A fost descoperită în 1 august 1866 de către Lewis A. Swift.